# Серексия чёрная
«Серексия чёрная» — молдавский технический сорт винограда позднего периода созревания.

## Основные характеристики
Листья серексии чёрной — среднего размера, округлые, среднерассеченные, пятилопастные, реже трехлопастные, сетчато-морщинистые, темно-зеленые, снизу со среднещетинистым опушением. Цветок обоеполый. Грозди средние, конические, крылатые, рыхлые. Ягоды средние, сплюснутые, редко округлые, покрыты сизовато-синим восковым налетом. Кожица средней плотности. Данный сорт отличается сочностью мякоти.
Период от начала распускания почек до полной зрелости винограда составляет в окрестностях Кишинёва около 145 дней и может варьироваться в зависимости от суммы активных температур. Кусты серексии сильнорослые. Урожайность — около 80—100 центнеров с гектара. Данный сорт может повреждаться зимними морозами, но зато мало поражается мильдью и вынослив к филлоксере.

## Применение
Серексия чёрная используется для приготовления сухих вин и соков, входит в состав известного пуркарского вина «Негру де Пуркарь», придавая ему большую фруктозность аромата и гармоничный вкус.

## Синонимы
Papa нягрэ (рум. Rara Neagră), Бэбяска нягрэ (рум. Băbească neagră), Поама рарэ нягрэ, Растрёпа.